# Campagna-Serre-Persano
Campagna-Serre-Persano (wł: Stazione di Campagna-Serre-Persano) – stacja kolejowa w Campagna, w regionie Kampania, we Włoszech. Znajdują się tu 2 perony. Jest zarządzna przez Rete Ferroviaria Italiana.